# Аншлаг
Аншла́г (от нем. Anschlag, одно из значений — объявление, афиша) — объявление у касс театра, концертного зала, цирка и т. п. о том, что все билеты на предстоящее представление распроданы. Аншлагами также часто называют объявления, извещающие о чём-либо.
Часто также употребляется в выражениях «спектакль прошёл с аншлагом», «сегодня в театре аншлаг», означая, что все билеты были проданы, то есть спектакль, представление, концерт и т. д. пользовались большой популярностью у зрителей.